# Maiden
Maiden è un termine dell'ippica che indica le gare di galoppo riservate a quei cavalli che non hanno mai vinto. Con lo stesso termine si indicano anche i cavalli privi di vittorie, esempio: «quel cavallo è ancora maiden».
Con maiden in inglese si indica generalmente donna ancora vergine, e in questo senso il cavallo viene indicato come "vergine da vittorie".
Considerate nella categoria delle corse "maiden" sono le corse per "debuttanti" in cui sono qualificati a correre soltanto cavalli che non abbiano mai corso in corse ufficiali.